# Star Trek: Phase II
Star Trek: Phase II, conosciuta anche come Star Trek II, è una serie di fantascienza ideata da Gene Roddenberry come sequel a Star Trek: La serie classica, ma mai realizzata. L'idea di creare la serie fu inizialmente sviluppata dopo il fallimento nella realizzazione di un film basato sulla serie precedente nel corso degli anni 1970, insieme alla proposta per la Paramount Television Service, quarta rete televisiva negli Stati Uniti. Phase II sarebbe dovuto essere il programma di punta della rete, programmato ad essere mandato in onda il sabato alle 20 (ora della costa orientale). A seguito dell'annuncio che Star Trek sarebbe tornata con una serie a partire dal 17 giugno 1977, Roddenberry iniziò a ingaggiare nuovi membri dello staff tecnico, incluso Harold Livingston e Robert Goodwin come produttori esecutivi ed altri che in precedenza erano membri dello staff ne La Serie Classica come William Ware Theiss, mentre Matt Jefferies fu assunto come consulente tecnico e progettò una versione aggiornata della USS Enterprise. L'ordine iniziale era per un episodio pilota della durata di due ore, seguito da 13 episodi.
Leonard Nimoy rifiutò l'offerta fatta da Roddenberry di tornare nei panni di Spock come personaggio ricorrente, il che ha portato alla necessità di creare il nuovo personaggio del vulcaniano chiamato Xon. L'attore David Gautreaux sostenne con successo il provino per la parte, ma in definitiva non lo ha mai interpretato. C'era preoccupazione che il cachet per William Shatner fosse troppo alto per averlo nella serie permanentemente e così fu creato il ruolo di Willard Decker come eventuale sostituto. Sebbene fossero state tenute le audizioni per la parte, nessun attore fu scelto durante i lavori su Phase II. L'attrice Persis Khambatta fu scelta come Ilia, un nuovo personaggio pensato come aggiunta ai vecchi personaggi. L'attrice alla fine interpretò lo stesso personaggio in Star Trek: The Motion Picture. ad eccezione di Nimoy, gli altri attori che interpretavano i personaggi principali ne La Serie Classica vennero ingaggiati con un contratto che prevedeva il loro pagamento anche se la serie non fosse stata completata, anche Grace Lee Whitney, sarebbe tornata nei panni di Janice Rand.
Rapidamente la serie Phase II vacillò, nell'agosto del 1977 Barry Diller, l'Amministratore delegato della Paramount Pictures, decise che "In Thy Image" di Alan Dean Foster (l'episodio pilota pianificato) sarebbe stato meglio come un film cinematografico, Per di più, i preannunciati ricavi pubblicitari per la Paramount Television Service non sarebbero stati sufficienti alla produzione. Al fine di evitare qualsiasi pubblicità negativa per la "cancellazione" della serie e della rete, comunque, la produzione continuò per i successivi cinque mesi. fu solo alla fine del 1977 che iniziarono i lavori per convertire la serie in The Motion Picture. I modelli già creati furono scartati, e Robert Collins, che era stato ingaggiato per dirigere l'episodio pilota, fu rimpiazzato da Robert Wise per il film. Nonostante questo, i personaggi di Xon, Decker e Ilia più avanti influenzeranno lo sviluppo dei personaggi di Star Trek: The Next Generation, e due dei copioni scritti per Phase II verranno sviluppati nuovamente per essere utilizzati nella serie stessa. Nel gennaio del 1995, la Paramount lanciò una propria rete televisiva, La United Paramount Network (UPN), la quale più avanti lancerà la serie Star Trek: Voyager.

## Retroscena
Star Trek: La serie classica fu cancellata nel 1969 dopo tre stagioni sulla NBC. Successivamente questa serie ha visto il suo successo con la sua trasmissione in syndication, con il risultato che le convention di fantascienza hanno unito i fan della serie stessa. Influenzata da questo successo, la Paramount Pictures presto ha cercato di realizzare un film ispirato alla serie. Nel marzo 1972, il creatore della serie Gene Roddenberry ha lasciato intendere che ci fosse dell'interesse per un film ispirato a Star Trek, e che la serie sarebbe tornata sugli schermi, nuovamente sulla NBC. Barry Diller, l'amministratore delegato della Paramount Pictures tra il 1974 ed il 1984, spiegò che Arthur Barron, al tempo direttore finanziario, stava spingendo per riprendere Star Trek come film a basso costo, e che niente suggerisce che il proprietario della Paramount Charles Bluhdorn fosse stato coinvolto in qualche modo.
Nel maggio 1975, Roddenberry firmò un contratto con la Paramount per Star Trek: The God Thing, con un budget di 5 milioni di dollari. Comunque, il suo contratto fu sciolto nell'agosto dello stesso anno dopo aver invitato diversi scrittori a presentare idee per la trama del film. La Paramount invece affidò a Jerry Isenberg il progetto con il ruolo di produttore esecutivo nel luglio 1976. Chris Bryant e Allan Scott furono assunti per scrivere il copione, che loro intitolarono Star Trek: Planet of the Titans. Il 1º marzo 1977 Bryant e Scott inviarono il copione alla Paramount che lo respinse. I due lasciarono il progetto, citando conflitti nell'ambito del film tra Roddenberry ed il regista Philip Kaufman. Il film di Star Trek venne cancellato il 9 maggio, poco tempo prima della prevista data di uscita del film Guerre stellari, prevista il 25 maggio. Kaufman affermò che la Paramount attribuisse questa scelta all'idea che i fan di fantascienza non sarebbero andati a vedere due film con uscite così ravvicinate tra loro.

## Produzione

### Ideazione
La Paramount Television Service annunciò il 10 giugno 1977. Sette giorni più tardi, Roddenberry annunciò che Star Trek sarebbe tornato in televisione. Affermò di avere un accordo verbale con la Paramount per inserirlo in un nuovo canale e sperava che fosse superiore a La Serie Classica e che il cast avrebbe incluso «il maggior numero possibile di volti noti, nonché l'introduzione di nuovi». In quel momento, La Serie Classica stava andando in onda su 137 stazioni negli Stati Uniti in syndication, e si prevedeva che il nuovo servizio televisivo avrebbe fornito un pacchetto serale che poteva essere trasmesso da queste stazioni indipendenti, come dalla recente acquisizione della Paramount Hughes Television Network. Si sperava che questo stazione divenisse la quarta rete nazionale negli Stati Uniti, Diller ed il suo assistente Michael Eisner assunsero Jeffrey Katzenberg per gestire la produzione di Star Trek, con un film TV che avrebbe lanciato la serie con un costo di 3,2 milioni di dollari, che lo avrebbe reso il film per la televisione più costoso mai realizzato.
Roddenberry disse che la serie avrebbe continuato a trattare in modo fantascientifico temi moderni come la serie originale, dichiarando che questi avrebbero compreso dirottamenti, Nazionalismo, ed estremismo sia individui che di gruppi. Voleva anche mostrare per la prima volta la Terra del XXIII secolo, e disse che questa sarebbe stata la risposta ai dirigenti della Paramount che gli avessero chiesto se c'era qualcosa che avrebbe voluto fare ne La Serie Classica ma che non era riuscito a realizzare. Un ulteriore cambiamento era il numero di donne nel cast, in quanto la NBC aveva imposto la condizione di un rapporto massimo di 1 a 3, e Roddenberry voleva farle apparire in ruoli di rilevanti e dotati di autorità.

### Troupe e scenografia
L'aspettativa era che il film venisse trasmesso nel febbraio del 1978, seguito con cadenza settimanale degli episodi, mandato in onda il sabato sera fascia oraria delle 8 (orario della costa orientale). Gary Nardino, che fu posto a capo della nuova rete, affermò che «Star Trek era in assoluto il cavallo di battaglia della nuova rete, in quanto gli inserzionisti avevano riconosciuto la forza di Star Trek nel mercato in syndication». Prima di iniziare la produzione della nuova serie, Roddenberry si prese due settimane di vacanza per liberarsi della negatività su come fosse andata la produzione del film. Descrisse le sue preoccupazioni dicendo che non voleva «trascinare l'insieme di rabbia, sconfitte e doppio-gioco alle sue spalle» nella nuova serie. Il produttore esecutivo Robert Goodwin fu messo a capo dello sviluppo della serie sia degli episodi che si sarebbero susseguiti con cadenza settimanale sia dell'episodio pilota che sarebbe stato di durata cinematografica. Roddenberry volle incontrarlo, e nonostante Goodwin non avesse esperienza in Star Trek, questi era invece convinto di essere un produttore della serie. Roddenberry lo descrisse come il "produttore produttore", in quanto Goodwin avrebbe trattato tutti gli aspetti tecnici della produzione. Per gli aspetti di sceneggiatura della produzione, fu assunto Harold Livingston, che ricordò che la divisione dei ruoli di produttore esecutivo in tecnico e sceneggiatura era innovativa a quel tempo. Come Goodwin, anche Livingston non aveva lavorato in precedenza su Star Trek, ma aveva lavorato su Missione Impossibile, un'altra serie televisiva della casa di produzione Desilu.
Roddenberry ottenne dalla Paramount il controllo creativo completo sul progetto della nuova serie televisiva, e gli fu promesso che sarebbe stato di rendere il progetto uno "sforzo di altissima qualità" con un budget adeguato. Lo scenografo Matt Jefferies, che aveva lavorato su La Serie Classica, fu assunto come consulente tecnico, questi aveva progettato la USS Enterprise al fianco dello scenografo Pato Guzman, in quanto non era disposto a rinunciare alla sua posizione nella serie televisiva La casa nella prateria per un ordine di 13 episodi per una nuova serie su Star Trek. Roddenberry fu irremovibile sul fatto che Jefferies fosse la persona giusta per aggiornare l'Enterprise, è concordò una posizione di consulente nella quale lo scenografo poteva dare il suo contributo alla nuova serie, ma avrebbe dovuto scegliere tra esso e il suo incarico principale ne La casa nella prateria se il lavoro su Star Trek avesse iniziato ad interferire. Ciò accadde quasi subito, dopo che Jefferies aveva condotto il lavoro di design sulla nuova versione dell'Enterprise in un hotel a Tucson in Arizona, nel corso delle riprese se La casa nella prateria, e non poté partecipare ad una riunione con Roddenbery ed i produttori a Los Angeles. Jefferies raccomandò Joseph R. Jennings come direttore artistico della serie, Jennings aveva già lavorato con lui nel corso della seconda e della terza stagione de La Serie Classica. Jefferies basò il nuovo design dell'Enterprise sul principio che la tecnologia nel corso del tempo si fosse sviluppata, ma in generale lo scafo è rimasto lo stesso. Ha evidenziato che i motori erano appositamente studiati per poter essere sostituiti, così il design esterno di questi fu cambiato. Don Loos di Brick Price Movie Miniatures fu assunto per produrre il modello fisico della nave, che fu fuso in stampi di fibra di vetro. Furono costruiti due modelli, una versione da 6 piedi (1,8 m) ed una da 18 pollici (46 cm).
Altri ex membri dello staff di Star Trek furono assunti, come il costumista William Ware Theiss, che iniziò a lavorare sulla foggia delle nuove uniformi della Flotta Stellare basandosi sulle sue creazioni per La Serie Classica. Altre creazioni furono aggiornate come i phaser, che pur mantenendo lo stesso design della serie precedente, ma gli oggetti di scena furono realizzati in alluminio invece della fibra di vetro con cui erano realizzati in precedenza. I pacchi di batterie erano rimovibili, e contenevano le batterie che attivavano le luci stroboscopiche sul corpo principale. Iniziarono ad essere assunti gli sceneggiatori, e Livingston diede l'iniziale autorizzazione a scrivere il copione dell'episodio pilota, intitolato "In Thy Image". Alan Dean Foster venne ingaggiato per scrivere una storia basata sull'episodio "Robot's Return" della serie televisiva non realizzata di Roddenberry Genesis II. In precedenza Foster aveva adattato gli episodi di Star Trek: La Serie Animata in una serie di storie brevi pubblicate nella collana di libri Star Trek Log. Altri consulenti tecnici furono ingaggiati come Marvin Minsky del Massachusetts Institute of Technology e sua moglie Gloria Rudisch.
All'inizio di agosto fu iniziata la costruzione dei set, lo stage 8 della Paramount fu designato come "planet set" (set dei pianeti), mentre nello stage 9 furono piazzati i set per Enterprise. Il 9 agosto fu costruita la base per il set della Plancia, con uno stampo in gesso per creare la "pelle" in fibra di vetro delle consolle di scena e delle paratie. Il 16 agosto Livingston tenne incontri con più di trenta scrittori interessati alla stesura delle sceneggiature degli episodi di Phase II. Alcuni di loro come Theodore Sturgeon, David Gerrold e Norman Spinrad, avevano in precedenza scritto sceneggiature per La Serie Classica, inoltre si propose di scrivere un episodio anche l'attore di Star Trek Walter Koenig. Allo scopo di ottenere la consegna in maniera efficiente, Roddenberry decise che voleva le sceneggiature della prima parte degli episodi fossero completate prima che iniziassero le riprese dell'episodio pilota. Era fiducioso che grazie a La Serie Classica gli scrittori non avrebbero avuto problemi a scrivere nuove scene con personaggi già noti e definiti. Comunque, Livingston e gli scrittori non sapevano come i nuovi personaggi si sarebbero relazionati con quelli originali. Nonostante ciò, Roddenberry al tempo affermava che ci sarebbe voluto del tempo e diversi episodi per sviluppare le relazioni tra i personaggi, e che la reazione dei fan a determinati personaggi ed eventi avrebbe stabilito con quale frequenza sarebbero apparsi.
Nel mese di settembre diventò evidente che era necessario ingaggiare uno story editor. L'assistente di Roddenberry, Jon Povill, che aveva svolto già questo incarico su una sceneggiatura intitolata "The Child", venne suggerito da Livingston per essere assunto in quel ruolo in modo permanente. Roddenberry non era d'accordo, ma Livingston minacciò di abbandonare a meno che Povill non fosse assunto. Povill fu successivamente ingaggiato come story editor, ma Livingston racconta che questo evento fu quello che causò la rottura dei rapporti tra Roddenberry e lui stesso

### Cast
Nell'agosto 1977 furono tenute delle riunioni con il cast principale de La Serie Classica, come con alcuni degli attori che avevano interpretato personaggi ricorrenti nella stessa. Sebbene a quel tempo ancora nessuno avesse firmato un contratto, Roddenberry espresse la sua fiducia che questi attori avrebbero potuto farlo con la sola eccezione di Leonard Nimoy, che aveva dichiarato la sua volontà di non tornare in televisione. Tuttavia Nimoy dichiarò che l'offerta che gli venne proposta da Roddenberry per Phase II riguardasse solo l'episodio pilota e che quindi garantiva apparizioni in due episodi, ma non negli undici successivi, quindi la respinse. Nimoy e Roddenberry non erano in buoni rapporti a seguito di una causa legale intentata dall'attore contro la Paramount per il merchandising che sfruttava la sua immagine e per la quale Roddenberry rifiutò il suo sostegno. C'era anche un problema con il ritorno di William Shatner nei panni del Capitano Kirk che riguardava l'ingaggio che l'attore avrebbe ricevuto per l'episodio pilota e per i primi tredici episodi, quindi la rete televisiva voleva un piano d'emergenza per rimpiazzarlo in seguito. Shatner al tempo era consapevole del fatto che ci fossero due opzioni: o ridurre le sue apparizioni dopo gli episodi iniziali, e quindi anche il suo ingaggio, o cancellare il personaggio in modo permanente se lui avesse rifiutato il taglio retributivo. Le trattative con Shatner iniziarono il 10 giugno, ma soltanto il 12 settembre fu dato l'annuncio del suo ritorno.
Ognuno degli ex membri del cast de La Serie Classica firmò un contratto che prevedeva il loro pagamento per l'episodio pilota e i 13 episodi indipendentemente dal fatto che la serie venisse realizzata o meno. Il contratto prevedeva un sostanziale aumento d'ingaggio rispetto a quello percepito per La Serie Classica. Per esempio, l'ingaggio di Nichelle Nichols fu aumentato da 600 dollari per episodio a 8.000 dollari e quello di DeForest Kelley fu di 17.500 dollari per le prime quattro settimane e successivamente 7.500 dollari per episodio restante della prima stagione. I problemi con Nimoy e Shatner portarono alla necessità di creare due nuovi personaggi. Nella prima bozza della bibbia della serie, Goodwin ha incluso le descrizioni del personaggio come nuovo "Comandante della nave" e quello di un "giovane vulcaniano". Quest'ultimo personaggio era descritto nello specifico come cugino di secondo grado di Spock e anch'esso per metà umano e per metà vulcaniano. Goodwin aggiunse il personaggio di una nuova attendente, ma al tempo Roddenberry era preoccupato in merito a questo personaggio, e scrisse a Livingston "Aggiungendo semplicemente una donna 'servile' sulla plancia potrebbe non soddisfare i nostri requisiti di parità di genere." Da queste preoccupazioni è iniziata la creazione di Ilia, un nuovo personaggio femminile che non avrebbe sostituito nessuno dei personaggi del precedente cast. A capo del casting di questi nuovi membri dell'equipaggio fu messo Robert Collins, che avrebbe diretto l'episodio pilota. Il personaggio di Xon sarebbe stato modificato in un vulcaniano purosangue.
L'attore David Gautreaux fu assunto il 26 settembre per interpretare Xon, dopo aver presentato al direttore del casting senza agente, in quanto era venuto a conoscenza dell'audizione in quanto al tempo frequentava un'impiegata di un agente. All'audizione finale per la parte parteciparono otto attori, incluso Gautreaux, di diverse età e corporature. Gautreaux più tardi disse che l'unica cosa che avessero tutti in comune era un aspetto leggermente alieno. Gautreaux fu assunto con un ingaggio di 15.000 dollari per l'episodio pilota, un pagamento garantito per i 13 episodi sia che fossero girati o meno ed un'opzione per sei anni sul suo contratto. Nonostante questo, gli fu richiesto di tornare per un ulteriore provino dopo un paio di settimane. Majel Barrett sarebbe tornata nei panni di Christine Chapel, questa volta come dottore, e l'attrice era preoccupata dal fatto che la chimica romantica che condivideva con Nimoy poteva non funzionare con un attore più giovane. Invece avrebbe voluto che il ruolo fosse interpretato da un attore britannico più anziano. Gautreaux, che intanto aveva assunto un agente, si assicurò ulteriori 2.500 dollari per tornare e sottoporsi al nuovo provino, poiché questo gli causò la perdita di un'apparizione nella serie televisiva Fantasilandia per un ingaggio pari alla stessa cifra. Gautreaux mantenne la parte e fu solo dopo questa ulteriore audizione che gli fu detto ciò che pochi altri sapevano e cioè che Phase II era già stata cancellata, e che avrebbero invece girato un film ispirato alla serie.
Dopo l'annuncio che Xon, interpretato da Gautreaux, avrebbe rimpiazzato Spock, interpretato da Nimoy, Gautreaux iniziò a ricevere minacciose lettere dai fan nelle quali gli suggerivano che sarebbe stato avvelenato o drogato con l'LSD. Comincio a prepararsi per la parte acquistando un televisore per guardare i vecchi episodi di Star Trek, in modo da interpretare un vulcaniano nel modo più accurato che poteva. Digiunò per dieci giorni e si fece crescere i capelli. Gautreaux cercò potenziali maestri di recitazione che avessero lavorato a La Serie Classica, in seguito evidenziò l'aiuto che gli fu fornito da Jeff Corey che apparve nell'episodio 3x21 Una città tra le nuvole (The Cloud Minders). Nonostante in precedenza non fosse un fan di Star Trek, disse che da quel momento avrebbe guardato avanti nell'interpretazione di Xon.
Il 28 Ottobre, Persis Khambatta venne ingaggiata per interpretare Ilia. Le fu richiesto di indossare una calotta per farla sembrare calva per la sua audizione, sebbene in quel momento il personaggio doveva indossare anche elaborati copricapi per alcuni provini. Roddenberry insisteva su questa caratteristica del personaggio, ma altri come Eisner odiavano avere nella serie un personaggio femminile calvo, nei suoi appunti veniva detto che mentre un personaggio femminile calvo poteva essere un'interessante aggiunta, questo poteva mettere a disagio il pubblico con Ilia e così poteva essere necessario assegnare lo stile ad un personaggio completamente diverso. A quel tempo le audizioni per la parte venivano svolte non con la pretesa di interpretare la parte in una serie televisiva, ma già stavano parlando apertamente di un film basato su Star Trek. Il casting per Willard Decker venne ritardato, sia per un leggero ritardo della produzione sia perché gli scrittori non erano più sicuri che il personaggio sarebbe stato assolutamente necessario. Ciò nonostante le audizioni vennero tenute nello stesso periodo in cui Gautreaux fu ingaggiato come Xon, E quando Gautreaux fu convocato per la sua seconda per il personaggio di Xon, alla presenza della Barrett, lesse anche alcune righe come audizione per la parte di Decker, confrontandosi con altri dieci attori per quella parte. Un ulteriore cambiamento nel cast fu il ritorno di Grace Lee Whitney nei panni di Janice Rand. Nel 1977, leggendo la retrocopertina del libro Letters to Star Trek di Susan Sackett scoprì che una delle domande ricorrenti inviate al team di produzione era "Che fine ha fatto Grace Lee Whitney?". La Whitney contattò lei stessa la Sackett, autrice del libro ed al tempo assistente esecutiva di Roddenberry, fu invitata per un incontro con Roddenberry nel suo ufficio alla Paramount Studios. Questi era eccitato e felice di vederla, e subito le offri di riportare il suo personaggio in Phase II, descrivendo come il suo più grande errore cancellare da La Serie Originale Janice Rand incolpandone i dirigenti della NBC disse che "quando il Capitano Kirk avrebbe terminato le relazioni con tutte quelle altre donne su tutti quegli altri pianeti – avrebbe dovuto fare i conti con [Rand]. Che grande intreccio ne sarebbe venuto fuori!".

### Cancellazione
Foster creò una premessa intitolata "In Thy Image", la cui base era vedere per la prima volta la Terra minacciata in Star Trek. Goodwin propose che quella poteva essere l'episodio pilota di Phase II ad un incontro con Eisner il 3 agosto, successivamente ricordò che quello specifico incontro cambiò la direzione presa dal produzione, poiché Eisner dichiarò che la storia di Foster era quella che cercava per realizzare in film per il cinema, e non l'episodio pilota per la televisione. Nello stesso momento, la Paramount realizzo che le entrate pubblicitarie attese per il Paramount Television Service non consentivano di supportare una quarta rete e pertanto non vi erano possibilità di realizzare Phase II. A quel punto, per la serie si erano già spesi 500.000 dollari, e lo studio stava cercando il modo di recuperare tali spese. L'idea iniziale era di continuare con l'episodio pilota e quindi cercare di vendere la serie alla NBC, o alla CBS, o alla ABC, ma la preoccupazione dei dirigenti della Paramount perdere il controllo di un potenziale franchise e quindi trasformare l'episodio pilota in un film, gli consentiva di mantenere il franchise in casa. Comunque, a causa del numero di volte in cui era già stato annunciato un film su Star Trek negli anni settanta, i dirigenti della Paramount decisero di non dare l'annuncio non potendo perdere la faccia ancora una volta solo per eventualmente invertire la decisione dopo pochi mesi, quindi i lavori su Phase II continuarono nei successivi cinque mesi anche se la decisione di non mandarla in produzione era già stata presa. A novembre, Livingston e Roddenberry non stavano più lavorando insieme. Ciascuno di loro rielaboro una propria bozza per "In Thy Image" presentando queste versioni ad Eisner. La risposta del dirigente della Paramount fu che la versione di Roddenberry era adatta alla televisione mentre quella di Livingston fosse la migliore per realizzare un film, e nel suo complesso migliore. A Collins venne assegnato il compito di integrare alcuni elementi della versione di Roddenberry in quella di Livingston e di completare la bozza finale entro fine mese. Il primo annuncio pubblico in merito alla cancellazione del Paramount Television Service e di Phase II fu dato dalla giornalista di gossip Rona Barrett all'inizio di dicembre. In risposta, la Paramount rilasciò una dichiarazione in cui veniva detto che la nuova rete televisiva era stata respinta nell'autunno del 1978 e che il numero di episodi di Phase II era stato aumentato da 13 a un numero tra i 15 e i 22 episodi. Ciò nonostante, dietro le quinte, la produzione su Star Trek andava avanti non più come serie televisiva ma come film. Uno dei cambiamenti, all'incirca nel periodo dell'articolo della Barrett, era che tutti modelli realizzati fino a quel momento furono scartati e progettati da zero in quanto non sufficientemente dettagliati per essere proiettati su uno schermo cinematografico. altri due cambiamenti avvennero nel mese di dicembre: La Paramount scartò Collins come regista in quanto voleva un regista con esperienza cinematografica e non solo televisiva e Livingston lasciò scadere il proprio contratto e lasciò la produzione, a causa del scarsa collaborazione con Roddenberry. In gennaio, la Paramount non parlava di Star Trek come nient'altro che di un film. Livingston venne riassunto, ma solo come sceneggiatore e Robert Wise fu assunto come regista del film per rimpiazzare Collins.

## Trame episodi
| nº | Titolo                      | autore                         | Trama |
| -- | --------------------------- | ------------------------------ | --- |
| 1  | In Thy Image                | Alan Dean Foster               | Un'enorme nave stellare attraversa l'universo in cerca del suo creatore sulla Terra. Questo episodio aveva la durata di due ore e in seguito venne impiegato come trama per il film del 1979 Star Trek. La storia di Alan Dean Foster si basava sulla premessa per l'episodio "Robot's Return" della serie non realizzata Genesis II scritta da Gene Roddenberry. |
| 2  | Tomorrow and the Stars      | Larry Alexander                | Nel corso di un attacco Klingon, Kirk ordina un teletrasporto d'emergenza, ma si rimaterializza a Pearl Harbor nelle Hawaii, poco prima dell'attacco Giapponese a Pearl Harbor, e si innamora di una donna del posto. La trama è simile a quella del film Countdown dimensione zero del 1980 e dell'episodio de La Serie Classica 1x28 Uccidere per amore.        |
| 3  | Cassandra                   | Theodore Sturgeon              | L'Enterprise media una disputa tra due mondi per "Il Monitor", mentre un maldestro guardiamarina si prende cura di un bambino alieno che può predire il futuro. Basato sulla storia di Cassandra. |
| 4  | The Child                   | Jaron Summers e Jon Povill     | Un essere di luce mette incinta Ilia per sperimentare la vita come Deltano. Nello scafo dell'Enterprise iniziano a formarsi delle falle quando s'imbattono in una strana nebulosa. Da una versione rivista della sceneggiatura è stato realizzato l'episodio di Star Trek: The Next Generation "2x01 Il bambino (The Child)".                                     |
| 5  | Kitumba                     | John Meredyth Lucas            | L'Enterprise è inviata sul pianeta natale Klingon ad aiutare Ksia, il tutore del leader Klingon minorenne, per fermare il reggente dal dichiarare guerra alla Federazione. Questo avrebbe dovuto essere un episodio in due parti. |
| 6  | Practice in Waking          | Richard Bach                   | L'Enterprise si imbatte in una nave dormiente dove Decker, Scotty e Sulu vengono intrappolati in una simulazione dei roghi delle streghe del XVI secolo. |
| 7  | Deadlock                    | David Ambrose                  | Mentre era alla ricerca di una nave stellare dispersa, l'Enterprise viene richiamata ad una base stellare per intraprendere uno strano gioco di guerra. |
| 8  | Savage Syndrome             | Margaret Armen e Alfred Harris | Mentre stanno ispezionando una nave antica, l'Enterprise viene colpita da una luce accecante che fa il lavaggio del cervello all'equipaggio, riportandoli al loro stato selvaggio. |
| 9  | Are Unheard Melodies Sweet? | Worley Thorne                  | Mentre sono alla ricerca di una nave stellare dispersa, l'Enterprise si imbatte in un mondo che ha bisogno di uomini. |
| 10 | Devil's Due                 | William Douglas Lansford       | Mentre l'Enterprise entra in contatto per la prima volta con il pianeta Neuterra, la creatura mitica Komether sembra reclamarlo, avendolo acquistato il pianeta in cambio della pace millenni prima. Da una versione rivista della sceneggiatura è stato realizzato l'episodio di Star Trek: The Next Generation "4x13 Il diavolo (Devil's Due)".                 |
| 11 | Lord Bobby's Obsession      | Shimon Wincelberg              | L'Enterprise si imbatte nel relitto di un incrociatore Klingon abbandonato, a bordo una sola forma di vita un certo Lord Bobby dalla Terra del tardo XIX secolo. |
| 12 | To Attain the All           | Norman Spinrad                 | L'Enterprise viene attirata in un gioco di logica della dimensione di un sistema solare dove, se vinci, "ottieni il Tutto", un enorme miniera di conoscenza. |
| 13 | The War to End All Wars     | Arthur Bernard Lewis           | Ricavato da parte di una sceneggiatura scartata e rivista circa una guerra tra androidi sul pianeta Shadir ("A War to End Wars" di Richard Bach), L'Enterprise salva un androide femmina, Yra, sul cui pianeta vige con successo la filosofia de "la pace attraverso la guerra" che è stata corrotta da un leader chiamato Plateous III.                          |

## Dopo Phase II
Quando la produzione di The Motion Picture era già in corso e Nimoy aveva firmato per il film, Gautreaux chiese che Xon fosse eliminato completamente dalla sceneggiatura invece di fargli fare un'apparizione riduttiva delle sue potenzialità. Gautreaux nel film avrebbe invece interpretato il Comandante Branch, la sua unica apparizione nel franchise. Al quel tempo con la produzione del film in corso, l'idea era di conservare il personaggio Xon di riserva per un eventuale film successivo o serie televisiva futura. Gautreaux fu richiamato successivamente per un'intervista con Nimoy all'inizio dei lavori di Star Trek III - Alla ricerca di Spock. La coppia iniziò a parlare dell'impatto che il ritorno di Nimoy a Star Trek aveva avuto su Gautreaux, quest'ultimo diceva a Nimoy che aveva trattato questo evento come un'opera teatrale che era stata cancellata la notte precedente alla prima, e che non aveva avuto un grande impatto sulla sua carriera. I set di Phase II, che si trovavano nello studio 9 della Paramount, furono revisionati per apparire in The Motion Picture mantenendo il loro aspetto e le loro funzionalità di base. Alcuni set furono riprogettati nel corso del tempo per apparire in vari film del franchise, ma le strutture principali di supporto rimasero le stesse progettate per Phase II. I set furono rielaborati e convertiti prima dell'inizio di Star Trek: The Next Generation e apparvero per la prima volta in televisione, e furono impiegati ancora una volta quando fu mandata in onda Star Trek: Voyager. Fu solo quando iniziò la lavorazione su Star Trek: Enterprise che la configurazione dei set di Star Trek alla Paramount fu completamente cambiata e le basi di Phase II abbandonate.
L'idea di avere un giovane scienziato Vulcaniano di sesso maschile fu nuovamente proposta lavorando a Star Trek II - L'ira di Khan, e fu attribuita all'influenza di Xon di Phase II dai critici successivi. Il sesso del personaggio fu successivamente cambiato in femminile, e chiamato Saavik, e fu interpretato prima da Kirstie Alley nel film, e successivamente da Robin Curtis in Alla ricerca di Spock e Rotta verso la Terra.
Diversi minuti di filmati di prova, incluso una vista di una sala macchine riprogettata, prove costumi con comparse, filmati di prova con Gautreaux nei panni di Xon e filmati di prova costumi della Khambatta nei panni di Ilia, furono inclusi come inserti speciali nel DVD del film Star Trek nella versione Director's Edition. La presenza di una seconda missione quinquennale, come avrebbe dovuto essere mostrata in Phase II, fu inclusa nella cronologia di Star Trek nel libro Star Trek Chronology di Michael e Denise Okuda nel 1993. Questa prese posto dopo gli eventi narrati in The Motion Picture. James Cawley acquistò i costumi che sarebbero stati usati in Phase II, e più tardi li avrebbe riproposti nella serie amatoriale Star Trek: New Voyages. Cawley pensava che questi rappresentassero il passo tra quelli visti ne La Serie Classica e le uniformi in The Motion Picture. La serie fa altri riferimenti a Phase II, inserendo il personaggio Xon nell'episodio doppio (4-5) "Blood and Fire", basato su di una sceneggiatura non utilizzata per Star Trek: The Next Generation. In New Voyages, Xon è stato interpretato da Patrick Bell. Nel febbraio 2008, Cawley annunciò che New Voyages sarebbe cambiato in Phase II con riferimento alla serie abbandonata negli anni settanta. Il 9 giugno 2015 a seguito di un annuncio dello stesso Cawley la modifica fu annullata.
Un libro scritto da Judith e Garfield Reeves-Stevens basato sulla produzione della serie, Star Trek Phase II: The Lost Series è stato pubblicato nel 1997, edito dalla Pocket Books, scende nei particolari della concezione della serie pianificata e più tardi abbandonata, mostrando diversi aspetti della produzione, con informazioni dietro la serie, color artwork, storyboard, blueprint, informazioni tecniche e foto. Al suo interno sono contenute due sceneggiature complete realizzate per la serie non realizzata.

### Star Trek: The Next Generation
Phase II ha influenzato la serie The Next Generation, la cui creazione iniziò solo sette anni più tardi. I personaggi di Xon, Decker e Ilia furono creati per la creazione di Data, William Riker e Deanna Troi. Tuttavia, alla serie fu permesso di avere un tono differente da quello previsto per Phase II e per i film che erano stati studiati prima di essa avessero cambiato le aspettative del pubblico su cos'era Star Trek. Fu originariamente proposto nel libro di David Gerrod The Worlds of Star Trek di avere alla guida di una squadra di sbarco il secondo in comando, e fu anticipato che questo sarebbe stato incluso in Phase II ma invece fu introdotto per la prima volta in The Next Generation.
A causa dello sciopero degli sceneggiatori americani del 1988, il lavoro sulla seconda stagione di The Next Generation fu ritardato. I produttori cercarono di trovare sceneggiature da mettere in produzione quando prima al termine dello sciopero degli sceneggiatori, e così la sceneggiatura intitolata "The Child" scritta per Phase II come una di quelle che potevano essere impiegate nella nuova serie sostituendo il personaggio di Ilia con quello di Troi. Un'altra sceneggiatura di Phase II, "Devil's Due", fu impiegata più avanti nella quarta stagione di The Next Generation Alcuni elementi della cultura Klingon, come l'Imperatore, e una generale influenza della cultura giapponese con l'onore in primo luogo, furono esplorati per la prima volta nella sceneggiatura dell'episodio in due parti "Kitumba". Lo sceneggiatore John Meredyth Lucas disse "Volevo qualcosa che non avevamo visto prima d'ora nella serie, e che quella era una penetrazione profonda all'interno spazio nemico.Ho iniziato a pensare come vivevano i Klingon. Ovviamente per i Romulani avevamo i Romani e avevamo diverse culture modellate su quelle dell'antica Terra, ma iniziai a pensare a cosa assomigliasse alla società Klingon. Mi vennero in mente i giapponesi, così in pratica divennero così, con il Sacro Imperatore, i Signori della guerra e così via." Prima che l'episodio fosse girato dalla serie amatoriale Star Trek: New Voyages, Star Trek visitò per la prima volta il pianeta natele Klingon in The Next Generation nell'episodio "3x17 I peccati del padre (Sins of the Father)" e la loro cultura sarebbe stata rivisitata nel corso della serie.

### Star Trek: Voyager
Judith and Garfield Reeves-Stevens descrivono Voyager come il "cugino concettuale" di Phase II, in quanto venne lanciata dalla United Paramount Network (UPN) nel gennaio 1995. La UPN divenne la quinta rete nazionale, poiché Diller si trasferì alla Fox Entertainment Group nel periodo intercorso tra Phase II e Voyager, e lì lanciò la quarta rete nazionale, la Fox Broadcasting Company. I Reeves-Stevens ipotizzarono il fatto che Phase II avrebbe registrato un calo di ascolti simile a quello visto nel corso della prima stagione di Voyager, con la differenza che avrebbe portato alla cancellazione di Phase II al momento della sua prima messa in onda negli anni settanta. Infine suggeriscono che questo non avrebbe portato alla fine del franchise, ma come risultato avrebbe avuto un immediato reboot con l'ingaggio di nuovi membri dello staff tecnico e degli attori.